# Reinhard Tgahrt
Reinhard Tgahrt (* 4. Juli 1936 in Rudnerweide/Westpreußen; † 1. April 2017 in Marbach am Neckar) war ein deutscher Germanist und Leiter der Bibliothek des Deutschen Literaturarchivs/Schiller-Nationalmuseums in Marbach am Neckar.

## Leben und Wirken
Reinhard Tgahrt studierte Germanistik und Geschichte an den Universitäten Mainz, Göttingen und Tübingen. Im Jahre 1961 legte er an der Eberhard Karls Universität Tübingen das Staatsexamen für den höheren Schuldienst ab. Nach einer freiberuflichen Tätigkeit wurde er 1964 Mitarbeiter am Deutschen Literaturarchiv/Schiller-Nationalmuseum in Marbach am Neckar. Zunächst ging es bei seiner Tätigkeit um die Vorbereitung einer Ausstellung über Oskar Loerke, mit dem sich Tgahrt Zeit seines Lebens beschäftigte. 1967 wechselte er in die Bibliothek des Deutschen Literaturarchivs, dessen Leiter er 1989 als Nachfolger von Ludwig Greve wurde. 2000 trat er in den Ruhestand. Neben der bibliothekarischen Arbeit beschäftigte sich Tgahrt vor allem mit der Vorbereitung von Ausstellungen und der Herausgabe bzw. Redaktion von Bibliographien und Anthologien aus dem Bestand des Deutschen Literaturarchivs
Im Jahre 1997 verlieh ihm die Albert-Ludwigs-Universität Freiburg die Ehrendoktorwürde. 

## Veröffentlichungen (Auswahl)
- (mit Tilman Krömer): Oskar Loerke 1884–1964. Eine Gedächtnisausstellung zum 80. Geburtstag des Dichters im Schiller-Nationalmuseum Marbach a.N. vom 13. März bis zum 30. Juni 1964 (= Sonderausstellungen des Schiller-Nationalmuseums, Bd. 12). Turmhaus-Dr., Stuttgart 1964.
- (Hrsg.): Oskar Loerke / Literarische Aufsätze aus der "Neuen Rundschau" 1909–1941. Schneider, Heidelberg 1967, ISBN 3-7953-0052-5.
- (Hrsg.): Der Zeitgenosse. Literarische Portraits und Kritiken von Kurt Pinthus. Ausgewählt zu seinem 85. Geburtstag am 29. April 1971 (= Marbacher Schriften, Bd. 4). Deutsches Literaturarchiv, Marbach 1971.
- (Bearb., mit Dagmar Laakmann): Literarische Zeitschriften und Jahrbücher 1880–1970. Verzeichnis der im Deutschen Literaturarchiv erschlossenen Periodika (= Deutsches Literaturarchiv / Verzeichnisse, Berichte, Informationen, Bd. 2). Marbach am Neckar 1972.
- (Bearb.): Rudolf Borchardt, Alfred Walter Heymel, Rudolf Alexander Schröder. Ausstellungskatalog (= Sonderausstellungen des Schiller-Nationalmuseums, Bd. 29). Klett, Stuttgart 1978.
- (Bearb.): Weltliteratur. Die Lust am Übersetzen im Jahrhundert Goethes; eine Ausstellung des Deutschen Literaturarchivs im Schiller-Nationalmuseum Marbach am Neckar (= Marbacher Katalog, Bd. 37). Kösel, München 1982 (2. Aufl. 1989).
- (Hrsg.): Oskar Loerke. Marbacher Kolloquium 1984 (= Mainzer Reihe, Bd. 64). v. Hase u. Koehler, Mainz 1986, ISBN 3-7758-1133-8.
- (Hrsg.): Zeitgenosse vieler Zeiten. 2. Marbacher Loerke-Kolloquium 1987 (= Mainzer Reihe, Bd. 66). v. Hase u. Koehler, Mainz 1989, ISBN 3-7758-1183-4.
- (Hrsg.): Dichter lesen. Drei Bände (= Marbacher Schriften, Bd. 23–24, 31–32 u. 38–39). Deutsche Schillergesellschaft, Marbach am Neckar 1984–1995.
- (Bearb., mit Ute Doster): Johannes Bobrowski oder Landschaft mit Leuten (= Marbacher Katalog, Bd. 46). Deutsche Schiller-Gesellschaft, Marbach am Neckar 1993, ISBN 3-928882-99-6.
- (Hrsg.): Ludwig Greve / Wo gehörte ich hin? Geschichte einer Jugend. Fischer, Frankfurt/M. 1994, ISBN 3-10-027806-2.
- (Hrsg.): Oskar Loerke / Was sich nicht ändert. Gedanken und Bemerkungen zu Literatur und Leben (= Marbacher Schriften, Bd. 44). Cotta, Stuttgart 1996, ISBN 3-7681-9806-5.
- (Hrsg.): Ludwig Greve / Ein Besuch in der Villa Sardi. Porträts, Gedenkblätter, Reden. Keicher, Warmbronn 2001, ISBN 3-932843-30-4.
- (Mitarb.): Rudolf Borchardt / Verzeichnis seiner Schriften (= Deutsches Literaturarchiv / Verzeichnisse, Berichte, Informationen, Bd. 28). Deutsche Schiller-Gesellschaft, Marbach am Neckar 2002, ISBN 3-933679-62-1.
- (Hrsg.): Vom Schreiben. Bd. 6: Aus der Hand oder Was mit den Büchern geschieht. 2. Aufl. (= Marbacher Magazin, Bd. 88). Deutsche Schiller-Gesellschaft, Marbach am Neckar 2002, ISBN 3-933679-28-1.
- (Hrsg.): Ludwig Greve / Die Gedichte (= Mainzer Reihe, N.F., Bd. 3). Wallstein Verlag, Göttingen 2006, ISBN 3-89244-931-7.